# Dix (Nueva York)
Dix es un pueblo ubicado en el condado de Schuyler en el estado estadounidense de Nueva York. En el año 2000 tenía una población de 4,197 habitantes y una densidad poblacional de 45 personas por km².

## Geografía
Dix se encuentra ubicado en las coordenadas 42°21′17″N 76°53′52″O / 42.35472, -76.89778.

## Demografía
Según la Oficina del Censo en 2000 los ingresos medios por hogar en la localidad eran de $33,081, y los ingresos medios por familia eran $40,669. Los hombres tenían unos ingresos medios de $31,633 frente a los $21,051 para las mujeres. La renta per cápita para la localidad era de $16,682. Alrededor del 12.7% de la población estaban por debajo del umbral de pobreza.